# Nav1.5
Nav1.5 که با نامِ کانال سدیم، با درگاه وابسته‌به ولتاژ، نوع ۵، زیرواحد آلفا (انگلیسی: Sodium voltage-gated channel alpha subunit 5) هم شناخته می‌شود، یک پروتئین پوسته‌ای درونی و مقاوم به تترو دوتوکسین است که در انسان توسط ژن «SCN5A» کُدگذاری می‌شود.
این پروتئین بیشتر در ماهیچه‌های قلب یافت می‌شود که کارش ورود سریع‌السیر یون سدیم از جدار سلول و در نتیجه، وقوع فوری فاز دپلاریزسیون در پتانسیل عمل سلول‌های قلبی است. بدنی ترتیب، این کانال سدیمی نقش مهمی در سیستم هدایت الکتریکی قلب ایفا می‌کند.
تعداد فراوانی از بیماری‌های قلبی با جهش ژن سازندهٔ این کانال پروتئینی در ارتباط هستند که از آن میان می‌توان به موارد زیر اشاره کرد:
- سندرم بروگادا[۴][۵][۶]
- بیماری لِـوْ[۷][۸]
- کاردیومیوپاتی اتساعی[۹][۱۰]
- سندرم سینوس بیمار[۱۱]
- فیبریلاسیون دهلیزی[۱۲]
- سندرم کیوتی نوع ۳ [۶][۱۳]
- انقباضات زودرس چند کانونی نابجا وابسته به رشته‌های پورکینژ (MEPPC)[۱۰][۱۴]

علاوه بر بیماری‌های قلبی فوق، جهش در ژن SCN5A در تعدادی بیماری غیر قلبی نیز مشاهده شده‌است که از میان آنها، می‌توان سندرم روده تحریک‌پذیر و به‌ویژه نوعی از آن را که با یبوست همراه است (IBS-C)، نام برد.

## بیشتر بخوانید
- Viswanathan PC, Balser JR (Jan 2004). "Inherited sodium channelopathies: a continuum of channel dysfunction". Trends in Cardiovascular Medicine. 14 (1): 28–35. doi:10.1016/j.tcm.2003.10.001. PMID 14720472.
- Catterall WA, Goldin AL, Waxman SG (Dec 2005). "International Union of Pharmacology. XLVII. Nomenclature and structure-function relationships of voltage-gated sodium channels". Pharmacological Reviews. 57 (4): 397–409. doi:10.1124/pr.57.4.4. PMID 16382098.
- Wolf CM, Berul CI (Apr 2006). "Inherited conduction system abnormalities--one group of diseases, many genes". Journal of Cardiovascular Electrophysiology. 17 (4): 446–55. doi:10.1111/j.1540-8167.2006.00427.x. PMID 16643374.